# Cholet-Pays de Loire 2013
La 36e édition de Cholet-Pays de Loire a eu lieu le 17 mars 2013. C'est la troisième épreuve de la Coupe de France de cyclisme sur route 2013.

## Équipes
| Nom de l'équipe  | Pays   | Code |
| ---------------- | ------ | ---- |
| AG2R La Mondiale | France | ALM  |
| FDJ              | France | FDJ  |

| Nom de l'équipe         | Pays        | Code |
| ----------------------- | ----------- | ---- |
| BigMat-Auber 93         | France      | BIG  |
| Raleigh                 | Royaume-Uni | RAL  |
| La Pomme Marseille      | France      | LPM  |
| Roubaix Lille Métropole | France      | RLM  |

| Nom de l'équipe              | Pays     | Code |
| ---------------------------- | -------- | ---- |
| Accent Jobs-Wanty            | Belgique | AJW  |
| Androni Giocattoli-Venezuela | Italie   | AND  |
| Bretagne-Séché Environnement | France   | BSE  |
| Caja Rural-Seguros RGA       | Espagne  | CJR  |
| Champion System              | Chine    | CSS  |
| Cofidis                      | France   | COF  |
| Crelan-Euphony               | Belgique | CRE  |
| Europcar                     | France   | EUC  |
| IAM                          | Suisse   | IAM  |
| RusVelo                      | Russie   | RVL  |
| Sojasun                      | France   | SOJ  |
| Topsport Vlaanderen-Baloise  | Belgique | TSV  |

## Classement final
|    | Coureur            | Équipe                      |    | Temps           |
| -- | ------------------ | --------------------------- | -- | --------------- |
| 1  | Damien Gaudin      | Europcar                    | en | 5 h 12 min 33 s |
| 2  | Marcel Wyss        | IAM                         | +  | 1 s             |
| 3  | Rein Taaramäe      | Cofidis                     |    | 3 s             |
| 4  | Matthias Brändle   | IAM                         |    | 6 s             |
| 5  | Francis Mourey     | FDJ                         |    | 1 min 03 s      |
| 6  | Dominique Rollin   | FDJ                         |    | 1 min 11 s      |
| 7  | Pieter Jacobs      | Topsport Vlaanderen-Baloise |    | 1 min 11 s      |
| 8  | Kévin Réza         | Europcar                    |    | 1 min 11 s      |
| 9  | Patrick Schelling  | IAM                         |    | 1 min 11 s      |
| 10 | Guillaume Levarlet | Cofidis                     |    | 1 min 11 s      |